# Вольф (издательство)
Вольф (издательство) — одно из крупнейших издательств дореволюционной России. В общей сложности было выпущено более 4000 книг. Издательство прославилось выпуском богато декорированных подарочных детских книг. Магазины Вольфа работали в Москве, Витебске и Могилеве.

## История
В 1853 году в Санкт-Петербурге Маврикием Осиповичем Вольфом был открыт магазин «Универсальная книжная торговля». В тот же год была издана первая книга «Общедоступная механика». В 1856 году Вольф приобрёл типографию. Сначала  она располагалась на Караванной, 24, затем на Фонтанке, 59, а потом переехала в дом самого Вольфа на Васильевском острове, на 16 линии, д. 5-7.
Для развития своего дела Вольф привлекал талантливых букинистов, впоследствии ставших известными издателями: Адольфа Маркса, основавшего журнал «Нива»; Германа Гоппе, начавшего выпуск «Всемирной Иллюстрации», Эдуарда Гоппе, ставшего позже видным типографом и издателем «Обзора графических искусств»; Германа Корнфельда, основавшего периодическое издание «Стрекоза» и многих других.
В 1882 году сменилась форма собственности. Издательство Вольфа стало Торгово-промышленным товариществом. Пайщиками стали супруга издателя и его сыновья — Александр, Евгений и Людвиг. Издательство стало основным поставщиком иностранной литературы в Россию. Переводы произведений Фенимора Купера, Жюля Верна и Вальтера Скотта впервые вышли именно у Вольфа.
Издательство вело деятельность до 1918 года. 3 июня 1919 года ВЦИК выпустил постановление о национализации издательства.

## Самые известные издания

### Живописная Россия
Серию роскошно декорированных книг «Живописная Россия» издательство Вольфа начало готовить в 1870-е годы. 12 томов в 19 (20) книгах, посвященных разным регионам Российской Империи, вышли с 1881 по 1901 годы. Каждый том был богато декорирован. Использовалась веленевая бумага, тогда как первые два тома вышли и на слоновой бумаге. Полный комплект включает 220 очерков, созданных 93 писателями. Издание иллюстрировано 3815 рисунками. Несмотря на огромную работу, которую провели создатели «Живописной России», издание не дало ожидаемого коммерческого успеха по причине высокой цены.

### Вокруг света
В 1861 году издательство начало выпускать старейший российский познавательный журнал «Вокруг света». Издание было рассчитано на небогатые слои населения. Так как с отмены крепостного права прошло мало времени, и грамотность населения была на низком уровне, читатели с трудом воспринимали научно-популярную информацию. В журнале отсутствовал раздел беллетристики, жанра, приносившего в середине XIX века успех периодическим изданиям. В 1868 году Вольф принял решение прекратить выпуск издания. Журнал возобновили в 1885 году братья Вернеры.

### Новый мир (журнал)
В 1899 году Вольф начал издавать журнал «Новый мир», выходивший два раза в месяц. Журнал знакомил с новостями политики, общественной жизни, культуры, науки и искусства. Журнал был богато декорирован. Читатели, оформившие годовую подписку (14 рублей за экземпляры на простой бумаге и 18 на слоновой), бесплатно получали приложения: «Живописная Россия», «Всемирная летопись», «Литературный курьер» и другие. По согласованию с Министерством народного просвещения журнал был допущен в народные читальни. В 1905 году издание журнала было прекращено.

### Волшебные сказки
В 1867 году Вольф выпустил дорого оформленную книгу «Волшебные сказки» Шарля Перро в переводе Ивана Тургенева. Вышло два варианта книги: за 10 рублей и за 1,5 рубля. Дорогой вариант был в кожаном переплете с золотым тиснением, тройным золотым обрезом. Гравюры Гюстава Доре были отпечатаны на отдельных листах. Более дешевый вариант книги вышел в коленкоровом переплете, без золотого обреза. Книга в дорогом исполнении среди коллекционеров считается большой редкостью.

### Божественная комедия
В 1874—1879 годах издательство Вольф выпустило «Божественную комедию» Данте. Две части вышли в трех томах. Дорогой вариант издания предполагал цельнокожаный переплет, золотое тиснение, слоновую бумагу. Над оформлением иллюстраций работали известные художники, включая Гюстава Доре.

### Серия «Золотая библиотека»
В конце XIX века издательство "Вольф" начало издавать серию из 50 книг для детей. Использовался удобный формат - 130х185 мм. Исполненные в едином стиле сафьяновые обложки были декорированы тиснением и золотом. В рамках серии впервые в России вышли такие книги, как «Робинзон Крузо» Д. Дефо,  «Путешествия Гулливера» Джонатана Свифта, «Приключения Тома Сойера» Марка Твена, «Без семьи» Гектора Мало, «Лучшие сказки» Ганса Христиана Андерсена, «Избранные сказки» братьев Гримм. Тома не нумеровались. Всего вышло более 50 книг.

### Царство малюток. Приключения Мурзилки и лесных человечков в 27 рассказах
В 1887 году издательство «Вольф» выпустило книгу «Царство малюток. Приключения Мурзилки и лесных человечков в 27 рассказах А. Хвольсон с 182 рисунками Кокса». Вымышленный персонаж из американских комиксов стал первым отечественным Мурзилкой. В 1924 году вышел журнал «Мурзилка», получивший название от этой книги.